# Closter
Closter ist eine Stadt im Bergen County des Bundesstaats New Jersey in den USA. Das U.S. Census Bureau hat bei der Volkszählung 2020 eine Einwohnerzahl von 8.594 ermittelt.

## Geographie
Nach dem United States Census Bureau hat die Stadt eine Gesamtfläche von 8,5 km², davon 8,2 km² Land- und 0,3 km² (3,65 %) Wasserfläche.

## Geschichte
Neun Gebäude des Orts sind im National Register of Historic Places (NRHP) eingetragen (Stand 25. Oktober 2018), das Bogert House.

## Demographie
Nach der Volkszählung von 2000 gibt es 8383 Menschen, 2789 Haushalte und 2320 Familien in der Stadt. Die Bevölkerungsdichte beträgt 1.021,0 Einwohner pro km². 75,32 % der Bevölkerung sind Weiße, 0,93 % Afroamerikaner, 0,10 % amerikanische Ureinwohner, 21,56 % Asiaten, 0,00 % pazifische Insulaner, 0,81 % anderer Herkunft und 1,29 % Mischlinge. 4,09 % sind Latinos unterschiedlicher Abstammung.
Von den 2.789 Haushalten haben 43,3 % Kinder unter 18 Jahre. 72,9 % davon sind verheiratete, zusammenlebende Paare, 8,0 % sind alleinerziehende Mütter, 16,8 % sind keine Familien, 14,0 % bestehen aus Singlehaushalten und in 7,0 % Menschen sind älter als 65. Die Durchschnittshaushaltsgröße beträgt 2,98, die Durchschnittsfamiliengröße 3,30.
28,0 % der Bevölkerung sind unter 18 Jahre alt, 4,8 % zwischen 18 und 24, 28,1 % zwischen 25 und 44, 26,0 % zwischen 45 und 64, 13,1 % älter als 65. Das Durchschnittsalter beträgt 40 Jahre. Das Verhältnis Frauen zu Männer beträgt 100:97,1, für Menschen älter als 18 Jahre beträgt das Verhältnis 100:91,0.
Das jährliche Durchschnittseinkommen der Haushalte beträgt 83.918 USD, das Durchschnittseinkommen der Familien 94.543 USD. Männer haben ein Durchschnittseinkommen von 65.848 USD, Frauen 39.125 USD. Der Prokopfeinkommen der Stadt beträgt 37.065 USD. 2,7 % der Bevölkerung und 1,7 % der Familien leben unterhalb der Armutsgrenze, davon sind 3,0 % Kinder oder Jugendliche jünger als 18 Jahre und 1,8 % der Menschen sind älter als 65.